# Millions (film)
Millions är en brittisk dramakomedifilm från 2004 i regi av Danny Boyle, med Alex Etel, Lewis Owen McGibbon och James Nesbitt i huvudrollerna. Manuset till filmen skrevs av Frank Cottrell Boyce, som senare även skrev en bok baserad på filmen. Boyle nämnde även i en intervju år 2014, att om han och Cottrell Boyce hade varit mer självsäkra, så skulle denna film ha blivit till en musikalfilm, där alla karaktärer skulle sjunga och dansa med mera. Han var även vid detta tillfälle intresserad av att ta in Noel Gallagher (känd från rockbandet Oasis), som då skulle skriva alla originallåtar till denna potentiella filmversion.

## Handling
Filmen handlar om två unga bröder, Damian och Anthony, som hittar en stor väska full med pengar precis innan Storbritannien ska byta valuta från pund till euro. De har bara några dagar på sig att använda pengarna innan de blir värdelösa. Damian, som är väldigt religiös och ofta "pratar" med helgon, vill använda pengarna till att hjälpa de fattiga, medan Anthony har en mer praktisk och affärsinriktad syn. Filmen utforskar teman som moral, girighet, sorg och barns perspektiv på vuxenvärldens komplexitet.

## Rollista
| Alex Etel           | – Damian Cunningham          |
| Lewis Owen McGibbon | – Anthony "Tony" Cunningham  |
| James Nesbitt       | – Ronald "Ronnie" Cunningham |
| Daisy Donovan       | – Dorothy                    |
| Christopher Fulford | – Den "fattige mannen"       |
| Pearce Quigley      | – Samhällspolis              |
| Jane Hogarth        | – Maureen                    |
| Alun Armstrong      | – Petrus                     |
| Enzo Cilenti        | – Franciskus av Assisi       |
| Nasser Memarzia     | – S:t Josef                  |
| Kathryn Pogson      | – Klara av Assisi            |
| Harry Kirkham       | – Nikolaus                   |
| Cornelius Macarthy  | – Gonzaga                    |
| Kolade Agboke       | – Ambrosio                   |
| Leslie Phillips     | – Sig själv                  |